# John Noble Barinyima
John Noble Barinyima (ur. 6 czerwca 1993 w Bori) – nigeryjski piłkarz grający na pozycji bramkarza. Od 2020 jest zawodnikiem klubu Enyimba FC.

## Kariera klubowa
Do 2020 roku Barinyima grał w togijskim klubie ASC Kara. W listopadzie 2020 przeszedł do rodzimego Enyimba FC.

## Kariera reprezentacyjna
W 2022 roku Barinyima został powołany do reprezentacji Nigerii na Puchar Narodów Afryki 2021. Na tym turnieju nie rozegrał żadnego meczu.